# Frank Brunner
Frank Brunner (21 febbraio 1949) è un fumettista e illustratore statunitense. 
È noto soprattutto per il suo lavoro alla Marvel Comics negli anni 70.

## Carriera
Brunner ha frequentato la High School of Art and Design di Manhattan, insieme a Larry Hama e Ralph Reese e successivamente la New York University Film School.

### Fumetti
Brunner ha iniziato la sua carriera professionale come autore e disegnatore di fumetti horror per le riviste di fumetti in bianco e nero Web of Horror, Zio Tibia, Eerie e Vampirella. Il suo lavoro più noto nei fumetti a colori è rappresentato dalla sua collaborazione con la Marvel Comics su Dottor Strange con lo sceneggiatore Steve Engelhart, sui numeri da 9 a 14 di Marvel Premiere (luglio 1973-Marzo 1974) e sui numeri 1, 2, 4 e 5 di Doctor Strange: Master of the Mystic Arts (giugno-agosto 1974 e ottobre-dicembre 1974). In queste storie muore il mentore del Dr. Strange, l'Antico, e Strange diviene il nuovo Stregone Supremo. Nella storia di Englehart e Brunner un mago di nome Sise-Neg (che non è altro che "Genesis" scritto al contrario) viaggia all'indietro nella storia, accumulando energie magiche, fino a raggiungere l'origine dell'universo. A questo punto, divenuto onnipotente, ricrea l'universo da capo lasciando nel Dr. Strange il dubbio che questa, paradossalmente, sia la creazione originale.
Per la Marvel ha lavorato anche su storie di Howard il papero nei numeri 4 e 5 di Giant-sized Man-Thing (maggio e agosto 1975) e nei numeri 1 e 2 di Howard il papero (gennaio e marzo 1976), sulle antologie Chamber of Chills, Haunt of Horror e Unknown Worlds of Science Fiction, e sulle serie The Tomb of Dracula, Man-Thing e Silver Surfer.
Sempre per la Marvel Brunner ha adattato Conan il Barbaro di Robert E. Howard nella storia "The Scarlet Citadel" e ha disegnato diverse copertine per le serie Red Sonja e Savage Sword of Conan.
Brunner ha collaborato con lo scrittore Michael Moorcocka un adattamento a fumetti del suo eroe Sword and sorcery Elric di Melniboné sulle pagine della rivista Heavy Metal. Il fumetto è stato poi ristampato su Star Reach Greatest Hits dell'editore publisher Mike Friedrich.
Dopo aver lavorato a Hollywood, Brunner è tornato brevemente ai fumetti nei primi anni 80 su Warp! della First Comics, basato sulla commedia fantascientifica passata a Broadway negli anni 70. Inoltre ha scritto e disegnato il graphic novel The Seven Samuroid (1984), una rivisitazione fantascientifica del classico I sette samurai.

### Cinema e televisione
Nel mondo dell'animazione cinematografica e televisiva, Brunner ha lavorato per Hanna e Barbera (Johnny Quest), per la Walt Disney (Tomorrowland), per la Warner Bros. (pre-produzione del film Batman) e per la DreamWorks (Invasion America). Inoltre è stato il responsabile del disegno dei personaggi per la serie di animazione Insuperabili X-Men della Fox Kids.

### Copertine di album
Brunner ha realizzato le copertine per album di alcuni gruppi musicali, tra i quali i Faithful Breath, i Mandator, i Necronomicon e i Veto.

## Opere principali

### Fumetti e riviste
Brunner ha realizzato le illustrazioni per le pubblicazioni seguenti:

#### Marvel Comics
- Dottor Strange n.1-5 (con le copertine) (1974)
- Giant-Size Man-Thing n.4-5 (1975) (con le prime due storie da solo di Howard il papero)
- Howard il papero n.1-2 (con le copertine) (1976)
- Marvel Premiere (Dottor Strange) n.6, 9-14 (1973–74)
- Savage Sword of Conan n.31-32 (1978)

#### Warren Publishing
- Zio Tibia n.39, 45 (1971–72)
- Eerie n.35 (1971)
- Vampirella n.10 (1971)

#### Altre case editrici
- Star Reach n.3 (con la copertina); n.10, 12 (solo le copertine) (1974–77)
- Adventures of Chrissie Claus n.31 (copertina)
- Alien Worlds n.6 (con la copertina) (1984) (Pacific Comics)
- Brunner's Carnal Delights n.1 (copertina) (Carnal comics)
- Castle of Frankenstein (Kable News)
- Crawdaddy!
- Flare n.29 (copertina) (Heroic Publishing)
- Flare Adventures n.13, 15-19 (copertine) (Heroic Publishing)
- The Monster Times (The Monster Times Publishing Co.)
- Quack n.1 (con la copertina) (Star Reach)
- Red Sonja n.2 (cover) (Dynamite Entertainment)
- Unknown Worlds of Frank Brunner (copertina) (Eclipse)
- Silver Comics n.1, 4, 6 (copertine) (Silver)
- Witchgirls Inc. n.1-3, 5 (copertine)
- Wild Stars n.1-6 (copertine) (Little Rocket)

### Film

#### Lungometraggi
- Ork (Cellar Dweller)
- From Time To Time (Disney)
- Doctor Strange (American Broadcasting Company)
- Dinosaur Valley Girls

#### Animazioni
- Johnny Quest (seconda stagione, anni ‘90)
- Sky Commanders
- Dark Water
- Dino-Riders
- C'era una volta nella foresta (Once Upon a Forest)
- Insuperabili X-Men della Fox Kids (1992–95)
- Skeleton Warriors
- Extreme Ghostbusters